# Cummerbund
Cummerbund (tudi cumberbund; iz hindijske in perzijske besede kamarband, kar pomeni sramni pas) je prepasica, ki je del tradicionalnega oblačila v Indiji, Perziji in Južni Ameriki. Najprej so ga prevzeli britanski častniki v kolonialni Indiji, kasneje v 19. stoletju pa so ga prevzeli Evropejci in ga začeli nositi namesto telovnika kot del večernih oblek. Bil je iz svile, satena ali failla. V 20. stoletju so ga prevzele tudi ženske kot del dnevnih in večernih oblačil.